# Fábio Júnior Pereira
Fábio Júnior Pereira, conegut com a Fábio Júnior, (Manhuaçu, Brasil, 20 de novembre de 1977) és un futbolista brasiler. Va disputar 3 partits amb la selecció del Brasil.